# Аруба на Светском првенству у атлетици у дворани 2018.
Аруба је учествовала на 17. Светском првенству у атлетици у дворани 2018. одржаном у Бирмингему од 1. до 4. марта једнаести пут. Репрезентацију Арубе представљао је један атлетичар, који се такмичио у трци на 400 метара.,
На овом првенству такмичар Аруба није освојио ниједну медаљу али је оборио национални и лични рекорд.

## Учесници
Мушкарци:
- Мајкл Ентони Расмијн — 400 м

## Резултати

### Мушкарци
| Атлетичар            | Дисциплина | Лични рекорд | Квалификација | Квалификација | Полуфинале           | Полуфинале           | Финале               | Финале       | Детаљи |
| Атлетичар            | Дисциплина | Лични рекорд | Резултат      | Место         | Резултат             | Место                | Резултат             | Место        | Детаљи |
| -------------------- | ---------- | ------------ | ------------- | ------------- | -------------------- | -------------------- | -------------------- | ------------ | ------ |
| Мајкл Ентони Расмијн | 400 м      | 49,43        | 49,20 НР, ЛР  | 5. у гр. 1    | Није се квалификовао | Није се квалификовао | Није се квалификовао | 20 / 25 (32) |        |